# Technotronic
Technotronic was een Belgische dancegroep rond Jo Bogaert (1956). De groep brak in 1989 door met de single Pump Up the Jam, dat een van de grootste Belgische hits aller tijden werd. De single was tevens van grote invloed op het ontstaan van eurodance. Ook werd de single een kantelpunt in de ontwikkeling van de Belgische dancescene. De new beat verdween daarna volledig en het gebruik van rapinvloeden werd populair. Wereldwijd verkocht Technotronic meer dan 14 miljoen albums en singles.

## Ontstaan
Technotronic werd opgericht door Jo Bogaert eind jaren 80. Bogaert was een van de drijvende krachten tijdens de hoogdagen van de new beat. In de loop van 1989 liep de new beat echter op zijn einde. Met Patrick De Meyer produceerde hij in die periode als The Pro 24's de single Technotronic. Erg veel interesse was er dan niet in het nummer, maar het platenlabel hoorde toch wel enige potentie. Medewerker Patrick Busschots adviseerde hem het nummer van rap te voorzien, omdat hiphouse op dat moment populair aan het worden was. Het idee was om voort te borduren op de hits van Inner City. Via via kwam hij in contact met de zeventienjarige Zaïrese rapster Manuela Kamosi (Ya Kid K). Manuela Kamosi is de oudere zus van Karoline Kamosi, die later zelf bekend werd onder de naam Leki. Kamosi had weinig met dancemuziek, maar greep de kans aan om een plaat te kunnen opnemen. In het trappenhuis van zijn flat bouwde hij een voice-booth, waar de raps voor het nieuwe nummer genaamd Pump Up the Jam werden opgenomen. De synthesizerloop werd gemaakt door Patrick De Meyer.

## Succes
De single deed het uitstekend in bijna alle landen van de wereld, en werd nummer 1 in het grootste deel van die landen. Het nummer bleef in de VS steken op nummer 2, zodat Dominique van Soeur Sourire daar de grootste hit van Belgische bodem bleef. In totaal werden van Pump Up the Jam wereldwijd meer dan 3,5 miljoen exemplaren verkocht. Bogaert kreeg een deal voor een heel album, maar moest dit binnen twee maanden in de winkels kunnen krijgen. In drie weken tijd werd een titelloos debuutalbum opgenomen.  Kamosi maakte nog drie tracks. Ook werd rapper MC Erik bij het project betrokken. Het album werd zelfs per Concorde naar de Verenigde Staten gevlogen om zo snel mogelijk bij de dj's te zijn. Daarna werden nog enkele singles uitgebracht: Get Up! (Before The Night Is Over) en This beat is Technotronic. Door het succes van de band zijn ze in 1990 openingsact voor Madonna's Blond Ambition Tour. Bogaert en Kamosi werken ook aan de single Spin That Wheel van het project Hi Tek 3. Dit nummer verschijnt op de sountrack van de Teenage Mutant Ninja Turtles. Drie jaar na hun eerste succes, werd de single Move this van het debuutalbum (ook met Kamosi) populair dankzij het gebruik ervan in een reclame van Revlon. Het klom op tot nummer 6 van de Billboard-charts in de Verenigde Staten.

## Latere jaren
Voor het tweede album, Body to Body, deed Bogaert een beroep op Réjane Magloire, een voormalig lid van de Amerikaanse discogroep Indeep (bekend van Last night a D.J. saved my life). Kamosi was door problemen met het platenlabel niet beschikbaar voor dit album. Het label wilde dat ze solo ging en verbood Bogaert, tot zijn ongenoegen, met haar te werken. Ook werkte hij samen met Olivier Abbeloos en Lucien Foort van Quadrophonia. Deze plaat komt onder grote druk tot stand en genereerde niet half zoveel verkoop als de eerste. In Nederland werd alleen Move That Body nog een hit. In België blijft de groep nog wel bescheiden hits maken. Hey Yoh, Here We Go (1993) wordt weer opgenomen met Kamosi. Ze is ook weer aanwezig op het album Recall (1995). Hier had Technotronic zich meer aangepast aan het dominante eurodance-geluid. De groep was meer een volger geworden dan een voortrekker. Een groot succes was het niet. Alleen de single I Want You By My Side werd in België nog een bescheiden hit. Een korte opleving was er in 1999 wanneer Bogaert samenwerkte met rapper Monday Midnite. Hiermee scoorde hij nog de hits Like This (1999) en G-Train (2000). Na 2001 verschenen er echter geen nieuwe singles meer en richtte Bogaert zich op andere projecten. 

## Discografie

### Albums
- 1989 Pump Up The Jam - The Album
- 1990 Trip On This - The Remixes
- 1991 Body To Body
- 1993 Greatest Hits
- 1995 Recall

### Singles
| Single met eventuele hitnotering(en) in de Nederlandse Top 40 | Datum van verschijnen | Datum van binnenkomst | Hoogste positie | Aantal weken | Opmerkingen |
| ------------------------------------------------------------- | --------------------- | --------------------- | --------------- | ------------ | ----------- |
| Pump Up the Jam                                               | 1989                  | 9-9-1989              | 2               | 11           |             |
| Get up! (before the night is over)                            | 1990                  | 3-2-1990              | 2               | 8            |             |
| This beat is technotronic                                     | 1990                  | 7-4-1990              | 7               | 6            |             |
| Megamix                                                       | 1990                  | 18-8-1990             | 26              | 5            |             |
| Move that body                                                | 1991                  | 27-7-1991             | 32              | 3            |             |